# Brandon Castle

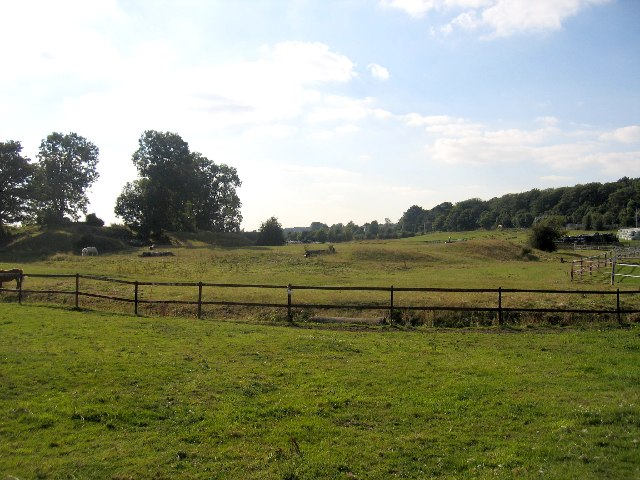
Niedere Erdwerke, Überreste von Brandon Castle

Brandon Castle ist eine Burgruine über dem Fluss Avon zwischen den beiden fast aneinander anschließenden Dörfern Brandon und Wolston in der englischen Grafschaft Warwickshire. Die Dörfer liegen zwischen den Städten Rugby und Coventry.
Die Burg war ursprünglich eine Motte mit Erdwerken, die Geoffrey de Clinton im 12. Jahrhundert bauen ließ. Um 1226 ließ die Familie De Verdon an dieser Stelle eine steinerne Burg mit einem Donjon und einer größeren äußeren Einfriedung errichten. Diese Burg soll von den Truppen des Barons von Kenilworth Castle 1265 „eingerissen“ worden sein, weil John de Verdon ein aktiver Unterstützer des Königs war.
Nur niedere Erdwerke und etwas Mauerwerk sind heute noch sichtbar.